# آیک اسکلتون
آیک اسکلتون (انگلیسی: Ike Skelton; ۲۰ دسامبر ۱۹۳۱ – ۲۸ اکتبر ۲۰۱۳) سیاستمدار، و وکیل اهل ایالات متحده آمریکا بود. در طی مدت کارش وی به عنوان رئیس کمیسیون خدمات نظامی خدمت کرد. او عضو حزب دموکرات ایالات متحده آمریکا بود. در دوم نوامبر ۲۰۱۰ او جایگاه خود را به ویکی هرتزلر واگذار کرد.